# Rich Mullins
Richard Wayne Mullins (Richmond, Indiana, 21 de outubro de 1955 - Peoria, Illinois, 19 de setembro de 1997) foi um cantor e compositor cristão nascido em Richmond, Indiana, americano . Em setembro de 1997, Mullins sofreu um acidente automobilístico que tirou sua vida.
Mullins tornou-se conhecido por suas músicas "Step by Step" e "Awesome God". Suas canções têm sido regravadas por diversos artistas, dentre os quais, Caedmon's Call, Five Iron Frenzy, Amy Grant, Jars of Clay, Michael W. Smith, Hillsong United, Phil Keaggy e Third Day.
Rich Mullins também é lembrado por sua devoção à fé cristã, intensamente influenciada por Francisco de Assis e reputada como inspiração para outros. Em 1997, Mullins compôs um musical chamado "Canticle of the Plains", uma narrativa da vida de Francisco de Assis situada no Velho Oeste.

## Discografia
- (1981) - Behold the Man (Zion Band, featuring Rich Mullins)
- (1986) - Rich Mullins
- (1987) - Pictures In The Sky
- (1988) - Winds Of Heaven Stuff Of Earth
- (1989) - Never Picture Perfect
- (1993) - A Liturgy, a Legacy & a Ragamufflin Band
- (1995) - Brother's Keeper
- (1996) - Songs 1
- (1997) - Canticle of the Plains
- (1998) - The Jesus Record
- (1999) - Songs 2
- (2006) - Here In America